# Acid sulfanilic
Acid sulfanilic (acid 4-aminobenzensulfonic) là một hợp chất hữu cơ có công thức hóa học là H3NC6H4SO3. Nó là một chất rắn màu trắng nhạt. Nó là một hợp chất có ion lưỡng tính, đó là lý do nó có nhiệt độ nóng chảy cao. Nó là một hợp chất được sử dụng phổ biến trong hóa học hữu cơ.

## Điều chế
Acid sulfanilic có thể được điều chế bằng cách sulfonat hóa anilin:

## Các ứng dụng
Vì hợp chất này dễ dàng tạo thành các hợp chất diazo, nó được sử dụng để sản xuất các loại thuốc nhuộm và các loại thuốc sulfa. Tính chất này cũng được sử dụng để phân tích định lượng các ion nitrat và nitrit bằng phản ứng kết hợp giữa diazoni với N-(1-Naphthyl)ethylendiamin, tạo ra thuốc nhuộm azo và suy ra được nồng độ của các ion nitrat hoặc nitrit từ cường độ màu của dung dịch màu đỏ thu được sau phản ứng bằng phép so màu:
Nó cũng được sử dụng như một tiêu chuẩn trong việc phân tích quá trình đốt cháy và trong phản ứng Pauly.

## Vấn đề về môi trường
Vì hợp chất này được sử dụng rộng rãi, acid sulfanilic được tìm thấy trong nước thải ra từ các bãi chôn lấp rác. Nó được sản xuất bằng cách khử một số thuốc nhuộm azo.

## Các dẫn xuất
- Methyl da cam (dẫn xuất với dimethylanilin)
- Acid cam 7 (dẫn xuất với 2-naphthol)[8]
- Chrysoine resorcinol (dẫn xuất với resorcinol)